# Palmzondag
Palmzondag (Latijn: Dominica in Palmis), ook wel Palmpasen genoemd, is de laatste zondag van de vastenperiode (de zondag vóór Pasen), vanouds de tweede zondag van de Passietijd, maar vooral belangrijk als eerste dag van de Goede Week. Op Palmzondag wordt door christenen de blijde intocht van Jezus Christus in Jeruzalem gevierd.
Sinds de hervorming van de liturgiekalender in 1970 wordt Palmzondag ook palmzondag van de passietijd des Heren genoemd, voorheen was dit de Tweede zondag in de Passietijd ofwel Palmzondag (Dominica II Passionis seu in Palmis). De Eerste Passiezondag (Dominica I Passionis) wordt in de klassieke Romeinse ritus gevierd op de tweede zondag voor Pasen, één zondag voor Palmzondag.

## Evangeliën
De gebeurtenis staat beschreven in de vier canonieke evangeliën: Mattheüs 21:1-11, Markus 11:1-11, Lukas 19:28-44, en Johannes 12:12-19.
In het Evangelie volgens Johannes (Joh 12:1) staat geschreven dat Jezus zes dagen voor het joodse feest Pesach, dat begint op de avond van de 15e dag van de maand nisan, zich in Bethanië en in Bethfagé bevond. Die avond at hij met Lazarus en zijn zussen Maria en Martha. Twee van de discipelen werden erop uitgestuurd, naar "een tegenovergelegen dorpje", om een veulen op te halen "waar nog niemand op gereden heeft". Het veulen zou naast een ezelin staan; indien gevraagd moesten ze zeggen "dat de Heere het veulen nodig heeft en dat Hij het ook weer terug zou brengen". 's Ochtends vroeg, legden de discipelen hun mantels op de rug van het dier, waarna Jezus erop ging zitten en naar Jeruzalem reed. Langs de weg stonden mensen die riepen: "Hosanna, gezegend is Hij die komt in de Naam des Heren! Gezegend zij het Koninkrijk van onze vader David, hetwelk komt in de Naam des Heren! Hosanna in de hoogste hemelen! (Markus 11:9-10, Boek der Psalmen 118:26)" Ook spreidden ze hun mantels uit op de weg en haalden ze jonge takken van de bomen om die ook op de weg te leggen.
Na Jeruzalem binnengereden te zijn, ging Jezus naar de tempel. Daar was het een drukte van belang; er werd gehandeld en geld gewisseld. Jezus joeg alle handelaars de tempel uit, hun tafels gooide Hij om. Na deze schoonmaak kwamen er allerlei zieken naar Hem toe die Hij genas. 's Avonds ging Jezus weer terug naar Bethanië.

## Katholieke traditie
In de Katholieke Kerk wordt Palmpasen vanouds gevierd met de zegening van palmtakken aan het begin van de H. Mis. In noordelijker streken worden deze vanwege het klimaat bijna altijd vervangen door buxustakjes, in Midden-Europa door takjes met wilgenkatjes. In Nederland wordt dit ook wel vervangen door takjes van een coniferenhaag. Bij het begin van de misviering zegent de priester de palmtakken met wijwater. Hij gebruikt hiervoor de wijwaterkwast. Na de zegening volgt dan een processie met traditionele gezangen die herinneren aan het volk dat "Hosanna" riep en Jezus met gejuich in Jeruzalem binnenhaalde. Deze muziek heeft, zoals de hele dag, een wat verdrietige ondertoon, vooruitlopend op Goede Vrijdag, de dag waarop Jezus door datzelfde volk verstoten werd. Dezelfden die "Hosanna" riepen op zondag, zouden "kruisig Hem" roepen op vrijdag. Enkele van deze beroemde gregoriaanse antifonen zijn door verschillende componisten bewerkt tot polyfone muziekstukken, zoals Gloria laus et honor tibi sit en Pueri Hebraeorum (De kinderen der Hebreërs). Na de Mis worden de gezegende palmtakken thuis achter de kruisbeelden gestoken.
Op deze dag wordt als evangelielezing voor het eerst het hele lijdensverhaal (passieverhaal) van Jezus gelezen; de tweede keer is op Goede Vrijdag. In de traditionele Romeinse ritus wordt dat voor de eerste keer ook al op de zondag vóór Palmpasen, de Eerste Passiezondag of zondag Judica gedaan. Tijdens het lijdensverhaal knielen de gelovigen enige tijd na de woorden "Jesus autem iterum clamans voce magna, emisit spiritum" (Jezus slaakte andermaal een luide kreet en gaf de geest).

## Orthodoxe traditie
In de Orthodoxe Kerk wordt Palmzondag Intocht van de Heer in Jeruzalem genoemd. Het is een van de Twaalf Hoogfeesten van het liturgisch jaar, en het begin van de Goede Week. De dag ervoor is Lazaruszaterdag en herdenkt de opstanding van Lazarus uit de dood. In tegenstelling tot het Westen, behoort Palmzondag niet tot de Grote Vasten, deze eindigt op de vrijdag ervoor. Lazaruszaterdag, Palmzondag en de Goede Week worden als een aparte vastenperiode beschouwd.

## Protestantse traditie
Op deze zondag leggen in de protestantse kerken veel mensen openbare belijdenis van het geloof af. In sommige kerken gebeurt dit op de tweede paasdag of met Pinksteren.
Vaak versieren kinderen een mooie palmpasentak en dragen die na afloop van de kindernevendienst mee terug in de kerk.

## Lokale gebruiken

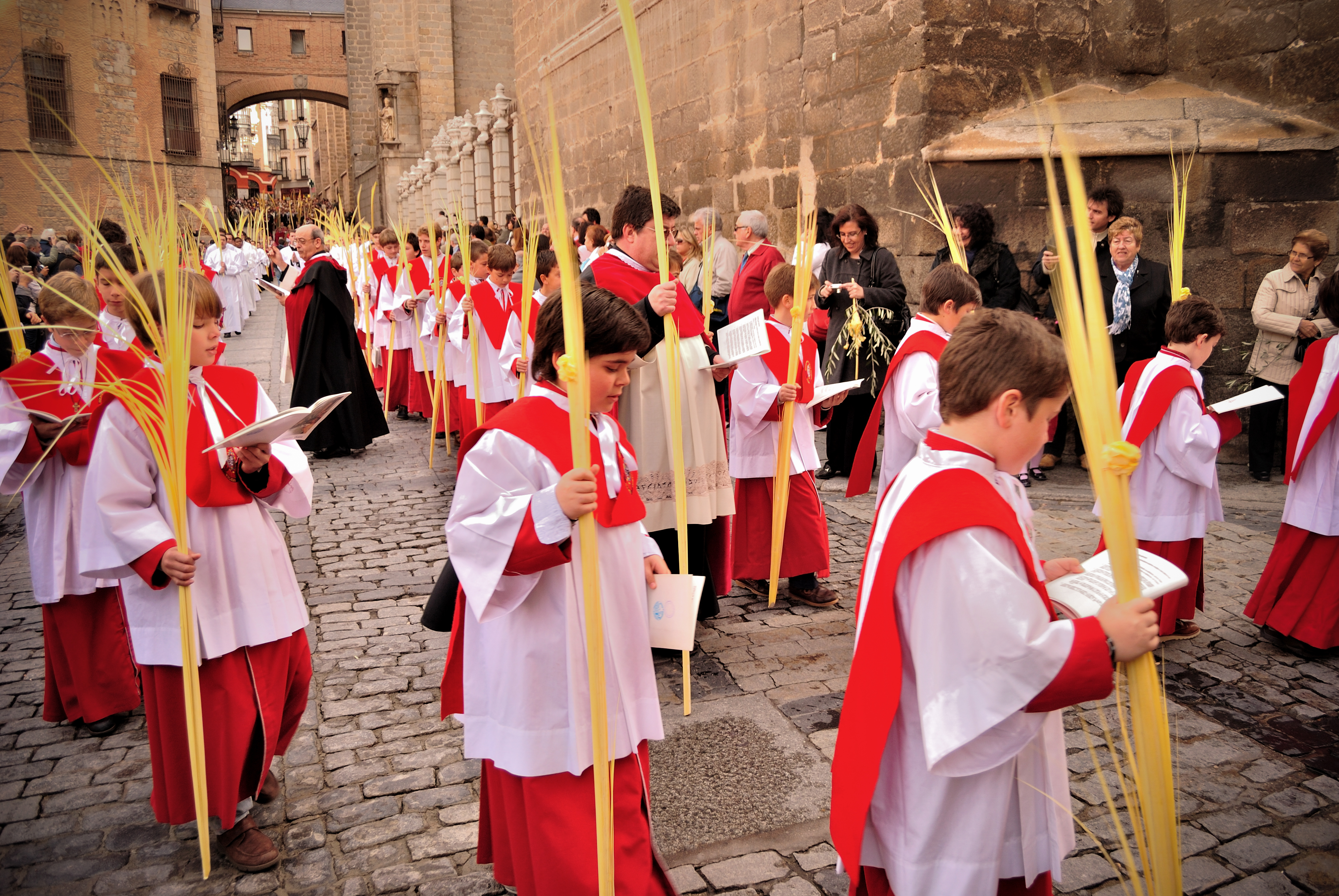
Palmprocessie in Toledo

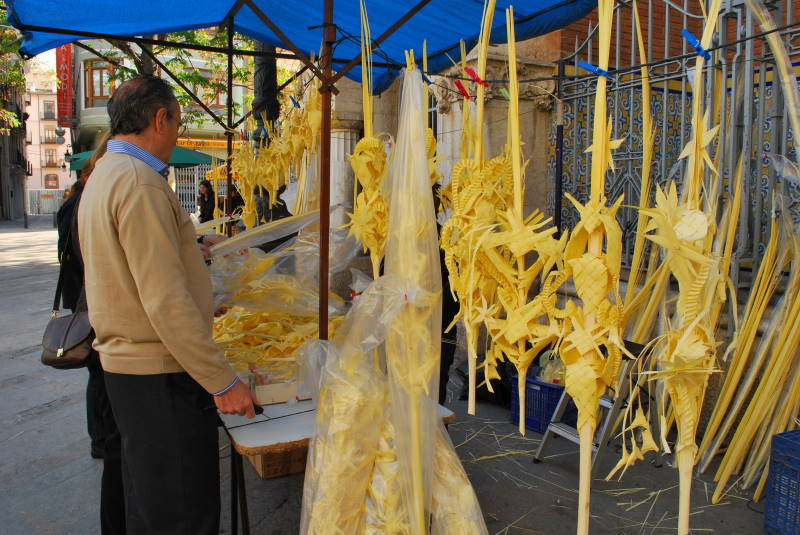
In spanje worden palmtakken gevlochten en verkocht op Palmzondag

- Spaans-Latijnse wereld: op en vanaf Palmzondag beginnen de grootse processies van de Semana Santa, waarin het lijden van Christus wordt uitgebeeld. Overigens kennen enkele plaatsen in Nederland en België ook dit gebruik (hoewel soberder dan in Spanje).
- België: in Hoegaarden wordt jaarlijks nog een palmezelprocessie gehouden. In Geel wordt rond Palmzondag de jaarlijkse Palmenmarkt gehouden, een kermis die begint op de vrijdag voor Palmzondag en eindigt op de dinsdag erna.

Palmpasen komt ook in het liedje Palmpasen voor dat in Nederland met Palmpasen wordt gezongen, als de kinderen met een palmpasenstok traditioneel over straat lopen. Een moderne versie gaat als volgt:
palm palm pasen
hei koerei
over enen zondag
krijgen wij een ei
één ei is geen ei
twee ei is een half ei
drie ei is een paasei
De precieze betekenis van deze tekst, die varieert naar tijd en plaats, is onderwerp van discussie onder geleerden. Zo berichtte Joost Hiddes Halbertsma, dominee te Deventer, in 1840 in de Overijsselsche almanak van oudheden en letteren dat zijn twee zonen het liedje als volgt zongen:
Palm, palmpaschen!
Hei, koerei! hei, koerei!
Nog een zundag dan hebbe wi en ei
Eén ei is geen ei
Twee-ei is één ei
Drie-ei is 't rechte Paaschei!
Volgens Halbertsma was 'hei, koerei!' een verbastering van het Oud-Griekse Kyrie eleison (Κύριε ἐλέησον), hetgeen betekent 'Heer, heb medelijden' of 'Heer, ontferm u (over ons)' en was de tweede helft een verwijzing naar de Drie-eenheid. Geschiedschrijver Jan ter Gouw uit Amsterdam verwierp in De volksvermaken (1871) echter die en drie andere verklaringen van 'hei, koerei' en stelde dat het een samentrekking was van 'kopperei', wat 'kippenei' betekent ('kop' is 'kip'); de tekst 'ei, kopperei' kwam ook voor in een Amsterdams kinderliedje over Pasen.
Een palmpasenstok heeft de vorm van een kruis als verwijzing naar de kruisiging van Christus op Goede Vrijdag. Bovenaan zit een gebakken broodje in de vorm van een haan, een broodhaantje, verwijzend naar de drievoudige loochening door de apostel Petrus. Aan de stok hangen vele kleurige slingers, evenals vruchten en noten. Palmpasenstokken worden vaak door de kinderen zelf gemaakt op katholieke basisscholen.

## Afbeeldingen

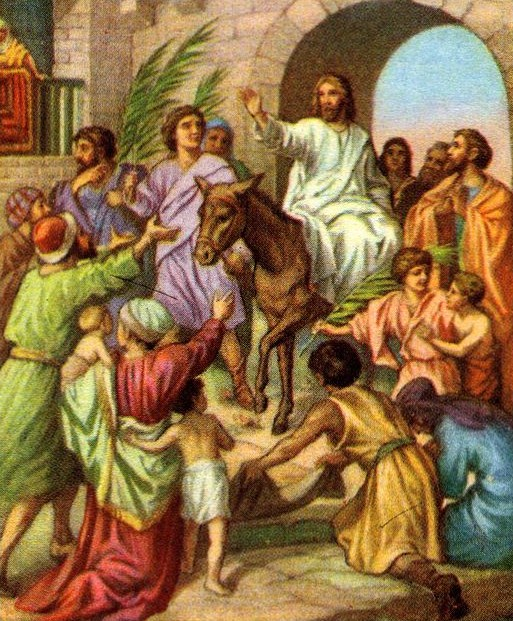
Jezus Christus wordt met palmen en klederen begroet aan de poort van de stad Jeruzalem.
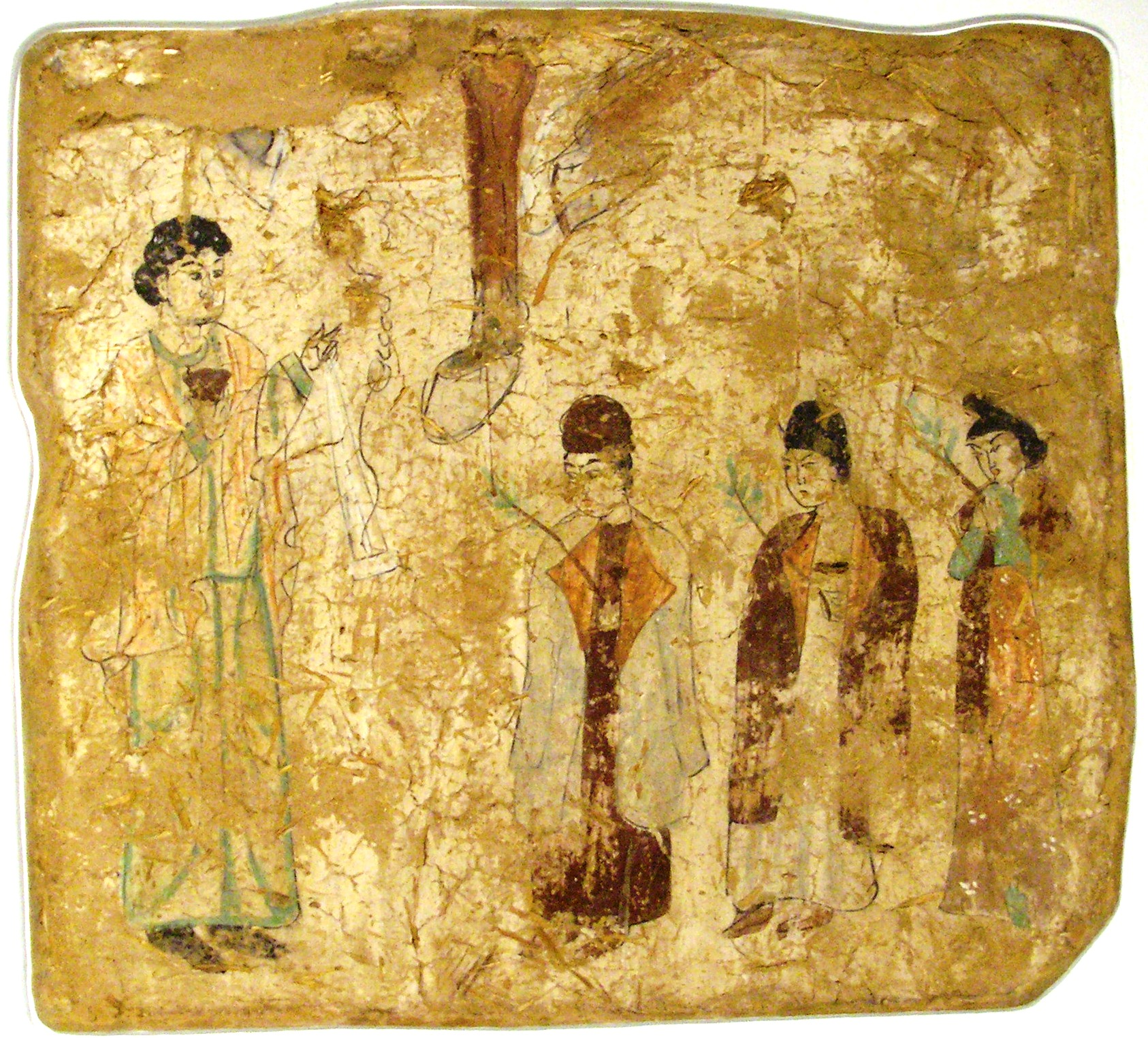
Palmzondag. Muurschildering, Khocho, Nestoriaanse tempel, 683–770 AD (Museum für Asiatische Kunst, Berlijn).
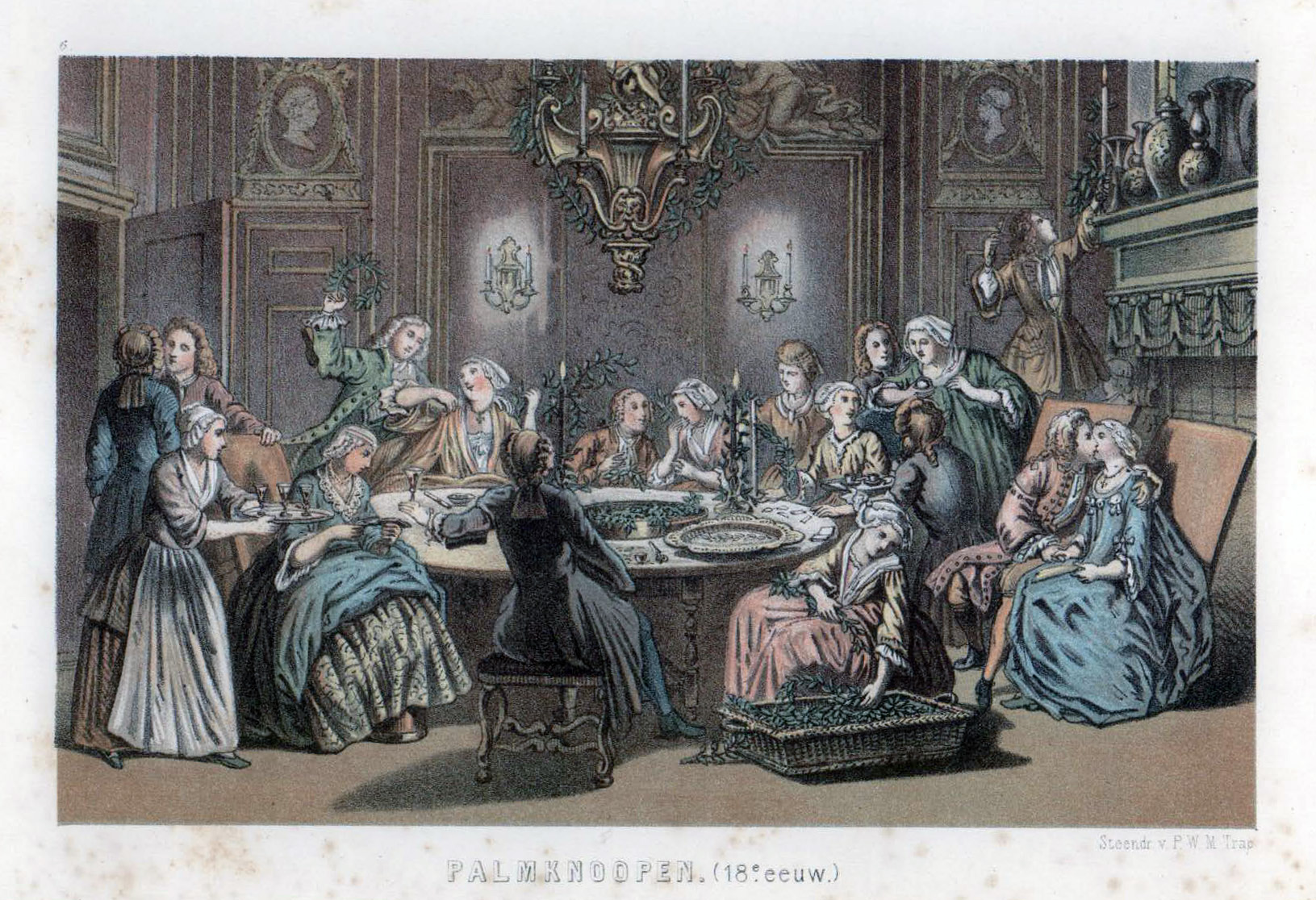
Palm knoopen (19e eeuw)
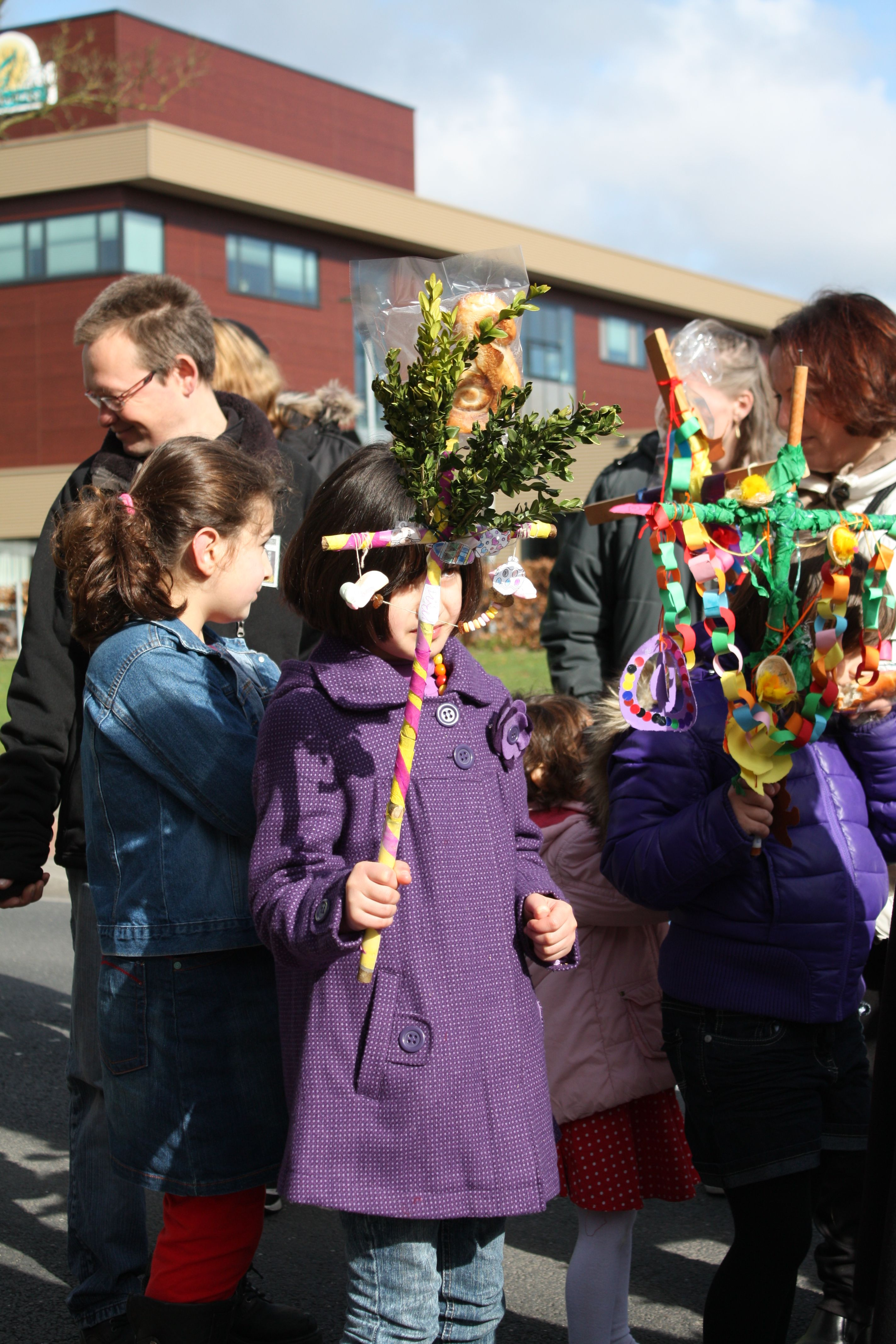
Palmpaasoptocht van de Katholieke Jeugd in Amsterdam (1930)
- Palmpaasoptocht in Enschede (2012)
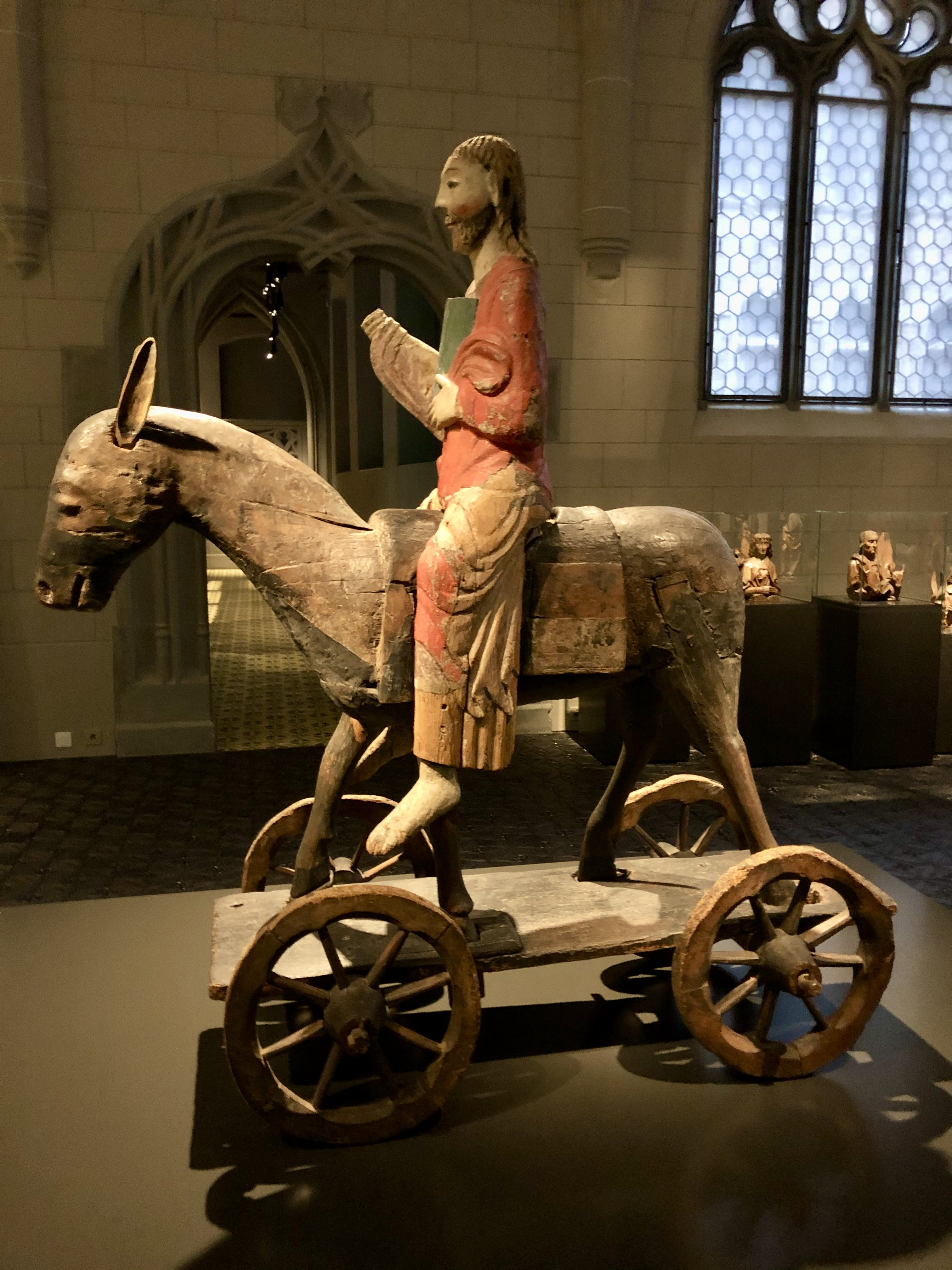
Palmezel voor een palmprocessie; Zürich
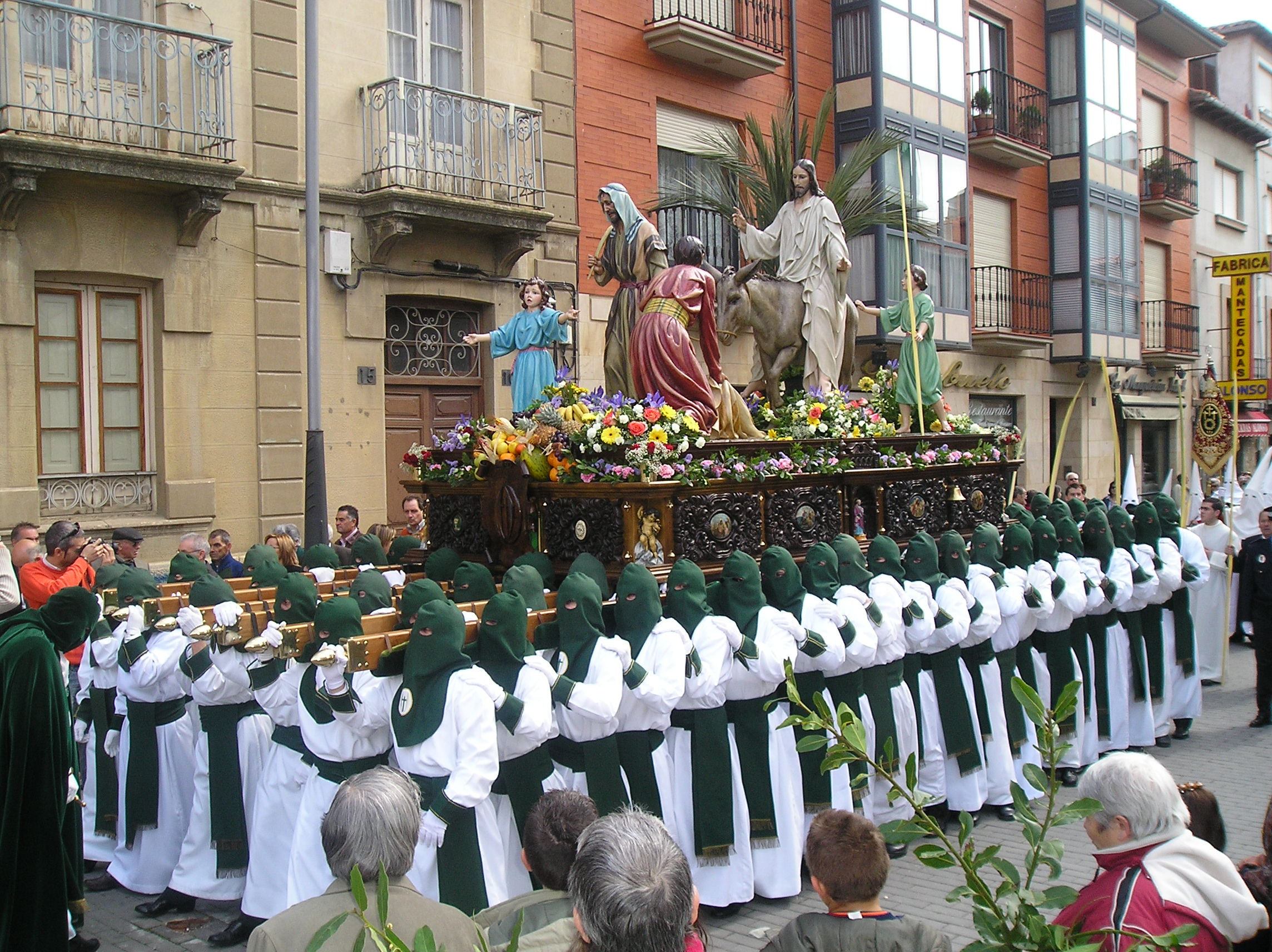
Palmprocessie in Leon

Palmzondag · Schortelwoensdag · Witte Donderdag · Goede Vrijdag · Stille Zaterdag · Paaswake · Pasen